# Anna Maria Bieganowski
Anna Maria Bieganowski (* 22. April 1906 in München; † 16. März 1986 ebenda) war eine deutsche Politikerin.

## Leben und Beruf
Bieganowski war nach dem Besuch einer Fachschule bis 1935 im Geschäft ihrer Eltern tätig. Anschließend arbeitete sie im Bereich der Neueinrichtung und als Leiterin von Großküchen. Von 1946 bis 1951 verwaltete sie den Hausbesitz ihrer Verwandtschaft.

## Politik
Bei der ersten Bundestagswahl 1949 kandidierte Bieganowski für die WAV, erreichte jedoch vorerst kein Mandat. Als sie am 21. März 1952 für den verstorbenen Stephan Weickert in den Deutschen Bundestag nachrückte, hatte sich die WAV-Fraktion bereits aufgelöst, so dass sie zuerst fraktionslos war. Am 23. April 1952 folgte sie dem Weg der meisten WAV-Abgeordneten und trat der Fraktion der Deutschen Partei bei, die sie jedoch bereits am 9. Dezember 1952 wieder verließ. Der Bayerische Landtag wählte sie 1949 zum Mitglied der Bundesversammlung, die Theodor Heuss zum ersten Bundespräsidenten wählte.